# Ojos del cielo
Ojos del Cielo es un cuarteto de música instrumental formado en 1994 en Montevideo (Uruguay). En 2020, fecha de su última actuación en vivo, estaba integrado por Marcelo Fernández y Gustavo "Topo" Antuña, en guitarra (ambos integrantes, a su vez, de Buenos Muchachos); Maximiliano Vélez, en violín, e Ignacio Gutiérrez, en teclados.
Otros integrantes han pasado como violinistas de la banda, en orden cronológico: Jorge Rodríguez, Vivianne Graff y Nicolás Giordano.
En el año 2002 editan con el sello discográfico independiente "Pulmón Records" su primer disco compacto, titulado "Ojos del Cielo".
Su segundo disco, esta vez editado por Bizarro Records, fue lanzado en el 2008. Ese mismo año compartieron escenario con La Vela Puerca y NTVG en el espectáculo que realizaron en el Estadio Charrúa ante 23.000 personas.
Además de sus presentaciones artísticas, el grupo ha musicalizado obras de teatro, espectáculos de danza y películas. Esta actividad llevó al trío a participar del Festival de Cine de Terror de San Sebastián en el año 2002, musicalizando en vivo películas de cine mudo, y en el 2008, oportunidad en la cual agregaron música a la adaptación cinematográfica de 1925 de la novela El mundo perdido.[cita requerida]

## Discografía
- Ojos del Cielo (Pulmón Records, 2002)
- Ojos del Cielo II (Bizarro Records, 2008)